# Тиберіу Поповичі
Тиберіу Поповичі (рум. Tiberiu Popoviciu; *16 лютого 1906, Арад — †29 грудня 1975, Бухарест) — румунський математик, педагог, доктор наук, член Румунської академії. Професор Чернівецького університету. Іменем вченого названо Вищу школу комп'ютерних наук у Клуж-Напока. 

## Біографія
Закінчив Бухарестський університет. У 1933 захистив докторську дисертацію з теорії основ опуклих функцій високого порядку в паризькій Сорбонні під керівництвом Поля Монтеля.
Потім викладав у Чернівецькому, Бухарестському і Ясському університетах.
У 1946 призначений професором в університет міста Клуж-Напока.
Член Румунської академії наук з 4 червня 1937. У листопаді 1948 був обраний членом-кореспондентом Румунської академії. Дійсний член Академії наук Румунії з 20 березня 1963.

## Наукова діяльність
Творець румунської школи обчислювальної математики. Визнаний фахівець в області математичного аналізу, теорії наближень, опуклих множин, чисельного аналізу, інтегральних рівнянь, теорії чисел і теорії обчислень.

## Вибрані праці
- Les fonctions convexes, Hermann and Cie, Paris, 1944.
- Analiză numerică : noțiuni introductive de calcul aproximativ, Editura Academiei, București, 1975.
- Analiză Reală.
- Matematici Superioare, de Algebră şi de Analiză Matematică .